# Amphiblastula
 (septembre 2021).
Si vous disposez d'ouvrages ou d'articles de référence ou si vous connaissez des sites web de qualité traitant du thème abordé ici, merci de compléter l'article en donnant les références utiles à sa vérifiabilité et en les liant à la section « Notes et références ».
Stade larvaire des spongiaires, l'Amphiblastula apparait après la Stomatoblastula par inversion des membranes de cette dernière.
Les Choanocytes qui composent l'endoderme des éponges passent donc de l'intérieur de la larve à l'extérieur. De la même façon, les pinacocytes qui se trouvaient à l'extérieur de la stomatoblastula vont se retrouver à l'intérieur. C'est seulement après cette inversion de membranes que l'on peut parler d'Amphiblastula.
La stomatoblastula est située dans la mésoglée de l'éponge-mère, et que sa sortie vers l'extérieur est accompagnée de cette inversion de membranes.
L'Amphiblastula subit ensuite une gastrulation, et les choanocytes flagellés se retrouveront à l'intérieur de la jeune éponge, et auront comme mission de créer un courant d'eau à travers des pores inhalant, ainsi que le captage et l'endocytose de particules alimentaires en suspension.

## Sources
Cours d'étudiant de fac.[source insuffisante]